# Ron Lester
Pour les articles homonymes, voir Lester.
Ron Lester, né le 4 août 1970 à Kennesaw en Géorgie et mort le 17 juin 2016 à Dallas (Texas), est un acteur américain devenu célèbre pour son rôle dans Varsity Blues.

## Filmographie
- 1997 - Good Burger : Spatch
- 1999 - Dill Scallion : Earl Langston
- 1999 - Varsity Blues : Billy Bob
- 1999- 2000 - Freaks and Geeks :
- 1999- 2001 - Popular : Sugar Daddy Bernadino
- 2001 - Not Another Teen Movie : Reggie Ray
- 2002 - The Greenskeeper : Styles
- 2004 - The Karate Dog : Edward Cage